# بزرگراه ۲۷ انتاریو
بزرگ‌راه ۲۷ انتاریو (انگلیسی: Ontario Highway 27) بزرگراهی است که به صورت استانی در انتاریو نگهداری می‌شود، که بسیاری از آن اکنون توسط شهر تورنتو، شهرستان یورک (کانادا) و شهرستان سیمکو مراقبت می‌شود.